# Artbank
Die Artbank wurde 1980 von der australischen Zentralregierung zur Förderung von nationalen Künstlern gegründet. Sie ist ein Teil des Bundesministeriums Department of Communications and the Arts und der größte Aufkäufer von Kunstwerken in Australien. Die Artbank erwirbt Kunstwerke und vermietet diese an öffentliche und private Institutionen, Unternehmen und Privatpersonen.
Es handelt sich um eine staatliche Förderung von Künstlern, das im Gegensatz zum Art-Banking von privaten Banken steht.

## Organisation
2011 führte die Artbank mehr als 10.000 Gemälde, Skulpturen, Zeichnungen, Videos und Kunstwerke der Aborigines von 3.500 nationalen Künstlern in ihrem Bestand. Im gleichen Jahr wurde bekannt gegeben, dass alle gekauften Werke ins Internet gestellt werden sollen. Showrooms der Artbank gibt es in Sydney, Melbourne und Perth.
Die Artbank ist eine Abteilung im Department of Regional Australia, Regional Development and Local Government, Sports und Arts mit Sitz in Sydney.

## Vertragsbedingungen
Die Kosten einer Ausleihe beginnen bei mindestens AUD 110 je Kunstwerk und einer Vertragsgebühr von AUD 550 je Jahr. Diese Gebühren sind für Unternehmen steuerlich voll abzugsfähig. Der Vertrag kann am Ende der 12-monatigen Vertragsbindung verlängert oder es können auch die Werke zurückgegeben und andere ausgeliehen werden.

## Weitere Artbank
Ein ähnliches Konzept verfolgt die im Jahr 2012 seit 40 Jahren existierende Canadian Art Bank mit 17.000 Gemälden, Drucken, Fotografien und Skulpturen von etwa 3.000 nationalen Künstlern.